# Allsvenskan i handboll för herrar 2003
Allsvenskan i handboll för herrar 2003 spelades under våren 2003.
GF Kroppskultur och IF Guif tog de två direktplatserna till SM-slutspelet 2002/2003. Lugi HF och Djurgårdens IF kom trea och fyra och gick direkt till Elitserien 2003/2004. Lag på position 5–8, Alingsås HK, IFK Malmö, GIK Wasaiterna och Irsta Västerås, fick kvalspela om två platser i Elitserien kommande säsong, mot HP Tibro och Ystads IF från division 1.

## Tabell
1. GF Kroppskultur 16 12 2 2 478 - 393 85 26
2. IF Guif 16 12 2 2 451 - 373 78 26
3. Lugi HF 16 12 1 3 496 - 398 98 25
4. Djurgårdens IF 16 12 1 3 430 - 360 70 25
5. Alingsås HK 16 11 2 3 467 - 384 83 24
6. IFK Malmö 16 9 0 7 448 - 429 19 18
7. GIK Wasaiterna 16 6 1 9 441 - 458 -17 13
8. Irsta Västerås 16 5 1 10 418 - 433 -15 11
9. HP Warta 16 4 2 10 408 - 473 -65 10
10. IFK Kristianstad 16 3 0 13 419 - 505 -86 6
11. Stavstens IF 16 2 0 14 412 - 500 -88 4
12. LIF Lindesberg 16 2 0 14 330 - 492 -162 4

## Kval till Elitserien 2003/2004

### Semi-off
- GIK Wasaiterna - HP Tibro
- Irsta Västerås - Ystads IF

### Direkt off
- Alingsås HK - Irsta Västerås (Alingsås till Elitserien)
- IFK Malmö - GIK Wasaiterna (27–26 och 23–26, Malmö till Elitserien)